# Bazaga
Bazaga (auch: Bagaza) ist eine Landgemeinde im Departement Birni-N’Konni in Niger in Westafrika.

## Geographie
Bazaga liegt in der Großlandschaft Sudan und grenzt im Süden an den Nachbarstaat Nigeria. Die Nachbargemeinden in Niger sind Alléla im Westen und Norden und Birni-N’Konni im Osten. Bei den Siedlungen im Gemeindegebiet handelt es sich um 30 Dörfer, 5 Weiler und 2 Lager. Der Hauptort der Landgemeinde ist das Dorf Bazaga. Es liegt auf einer Höhe von 262 m.

## Geschichte

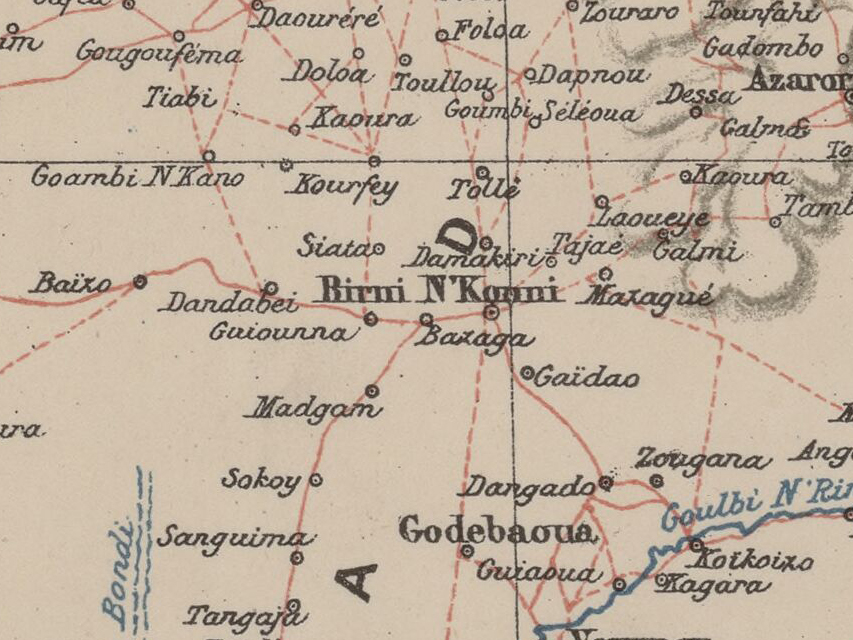
Ausschnitt einer Karte von 1903 mit Bazaga im Zentrum

In den 1920er Jahren galt die durch Bazaga führende und 1375 Kilometer lange Piste von Niamey nach N’Guigmi als einer der Hauptverkehrswege in der damaligen französischen Kolonie Niger. Sie war in der Trockenzeit bis Guidimouni und wieder ab Maïné-Soroa von Automobilen befahrbar.
Die Landgemeinde Bazaga ging als Verwaltungseinheit 2002 im Zuge einer landesweiten Verwaltungsreform aus einem Teil des Kantons Birni-N’Konni hervor.

## Bevölkerung
Bei der Volkszählung 2012 hatte die Landgemeinde 37.571 Einwohner, die in 6030 Haushalten lebten. Bei der Volkszählung 2001 betrug die Einwohnerzahl 26.085 in 4202 Haushalten.
Im Hauptort lebten bei der Volkszählung 2012 1576 Einwohner in 275 Haushalten, bei der Volkszählung 2001 1712 in 276 Haushalten und bei der Volkszählung 1988 2070 in 391 Haushalten.

## Politik
Der Gemeinderat (conseil municipal) hat 13 gewählte Mitglieder. Mit den Kommunalwahlen 2020 sind die Sitze im Gemeinderat wie folgt verteilt: 8 PNDS-Tarayya, 3 MPR-Jamhuriya, 1 MODEN-FA Lumana Africa und 1 PJP-Génération Doubara.
Jeweils ein traditioneller Ortsvorsteher (chef traditionnel) steht an der Spitze von 27 Dörfern in der Gemeinde.

## Wirtschaft und Infrastruktur
Die Gemeinde liegt in jener schmalen Zone entlang der Grenze zu Nigeria, die von Tounouga im Westen bis Malawa im Osten reicht und in der Bewässerungsfeldwirtschaft für Cash Crops betrieben wird. Der See Mare de Rouafi wird zum Fischen genutzt.
Gesundheitszentren des Typs Centre de Santé Intégré (CSI) sind im Hauptort und in der Siedlung Labada vorhanden. Der CEG Bazaga ist eine allgemein bildende Schule der Sekundarstufe des Typs Collège d’Enseignement Général (CEG). Beim Centre de Formation aux Métiers de Bazaga (CFM Bazaga) handelt es sich um ein Berufsausbildungszentrum.
Durch Bazaga verläuft die Nationalstraße 1, die hier Teil der internationalen Fernstraße Dakar-N’Djamena-Highway ist.